# Glenea atriceps
Glenea atriceps är en skalbaggsart som beskrevs av Aurivillius 1911. Glenea atriceps ingår i släktet Glenea och familjen långhorningar.
Artens utbredningsområde är Sarawak. Inga underarter finns listade i Catalogue of Life.

## Bildgalleri

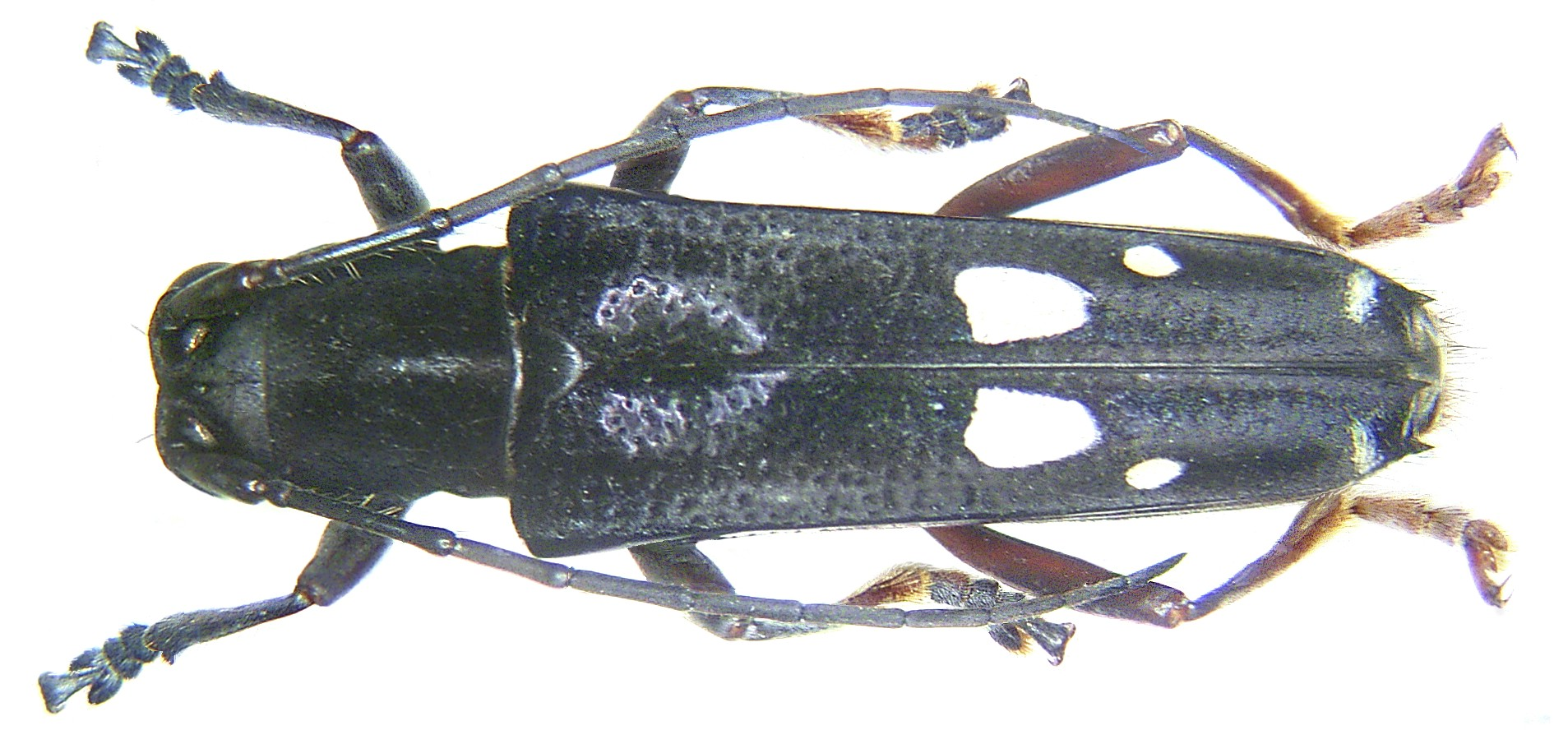